# Loi du 18 germinal an III
La loi du 18 germinal an III, relative aux poids et mesures, est une loi de la Première République française, décrétée par la Convention nationale le 18 germinal an III (7 avril 1795). Elle est considérée comme l'acte constitutif du système métrique décimal.
La loi est abrogée par l'article 16 du décret no 61-501 du 3 mai 1961, entré en vigueur le 1er janvier 1962.